# Народен съюз
Вижте пояснителната страница за други значения на Народен съюз.
„Народен съюз“ е българска коалиция между политическите партии Демократическа партия (ДП) и Българския земеделски народен съюз (БЗНС-НС) с лидер Анастасия Мозер. Коалицията е създадена в края на 1994 г. с още няколко партии с цел участие на изборите за XXXVII народно събрание. На следващите парламентарни избори, през 1997 г. за XXXVIII народно събрание и през 2001 г. за XXXIX народно събрание участват в коалиция ОДС. През 2005 г. на изборите за XL народно събрание коалицията вече не съществува. Демократическата партия участва в ОДС, а БЗНС-НС в съюз Български народен съюз.